# Peter Gröning
Peter Gröning (n. 29 aprilie 1939, Berlin, Germania Nazistă) a fost un ciclist de performanță, medaliat olimpic. A participat la o ediție a Jocurilor Olimpice (1960) în care a câștigat o medalie de argint.

## Participări
Lista de mai jos prezintă principalele competiții la care a participat Peter Gröning de-a lungul carierei.
- Ciclismo ai Giochi della XVII Olimpiade - Inseguimento a squadre[*]